# Ponte Vecchio (Carcassonne)
Il Ponte Vecchio è un ponte sul fiume Aude a Carcassonne in Francia.

## Storia
Il documento più antico relativo al ponte risale al 1184. Ruggero Trencavel autorizzò gli abitanti della città a costruire un nuovo ponte sull'Aude a condizione che se ne assicurassero i costi. Per sua volontà, nel 1194, venne mantenuto solo il principio del suo diritto al pedaggio, che si limitava al pagamento annuale di due misure di grano. Questo ponte, costruito in una decina di anni, doveva essere di legno. Jacques-Alphonse Mahul fece notare che il ponte cui si fa riferimento in questo atto doveva essere il Pont du Moulin du Roi, che si trovava sul vecchio braccio dell'Aude.

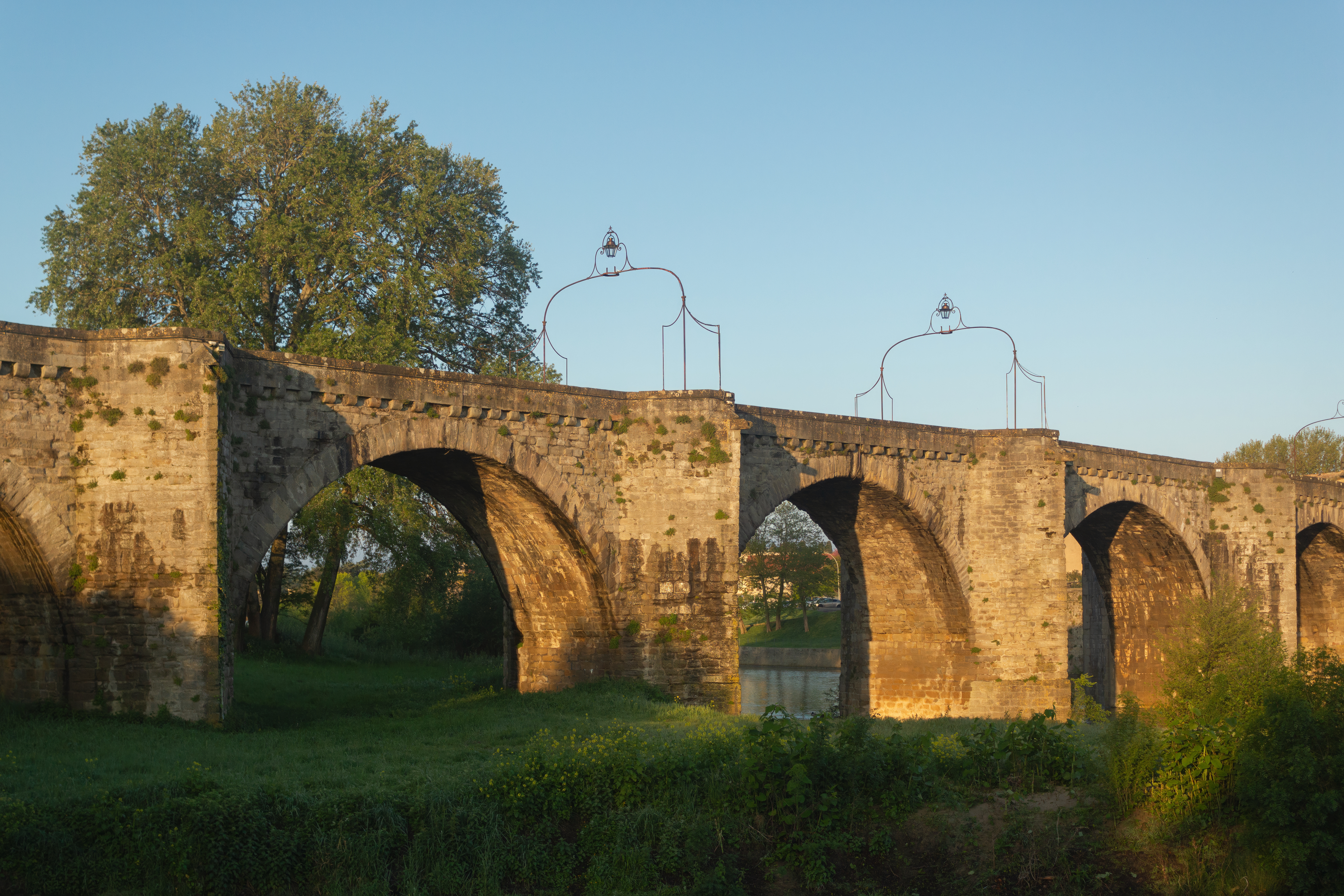
Particolare degli archi. Il ponte è illuminato da lampade decorative.

La crociata albigese portò alla distruzione di questo ponte. Gli abitanti di Carcassonne tornarono dopo sette anni di esilio e il re ordinò la distruzione della città che circondava i bastioni, la deviazione dell'Aude e la bonifica delle paludi. Luigi IX autorizzò gli abitanti a costruire la città bassa e serviva un nuovo ponte. All'inizio del XIV secolo, il re autorizzò gli abitanti a costruire un ponte di pietra. L'opera venne finanziata da una quota di barragium e pavagium. È quanto appare in una lettera del re Filippo V, del 6 settembre 1318, con la quale autorizzava la raccolta a beneficio della città di Limoux per costruire un ponte in pietra... di un diritto... alle stesse condizioni che si fece qualche anno fa per la città di Carcassonne. Il Ponte Nuovo di Limoux ha una certa somiglianza con quello di Carcassonne che era in costruzione nel 1315 e probabilmente fu completato intorno al 1320. Un atto del 1353, a favore della casa della Carità, mostra che il ponte era stato completato in quella data.
Il ponte era originariamente diviso in due parti da un arco in pietra che segnava il confine tra la città bassa e quella alta. Probabilmente fu riparato nel XIV secolo.
Nel tempo il ponte è stato riparato più volte. Nel 1456 crollarono due archi. Nel 1820 il ponte fu restaurato, ridisegnato e alquanto sfigurato.
Il ponte è stato classificato monumento storico nel 1926.

## Descrizione

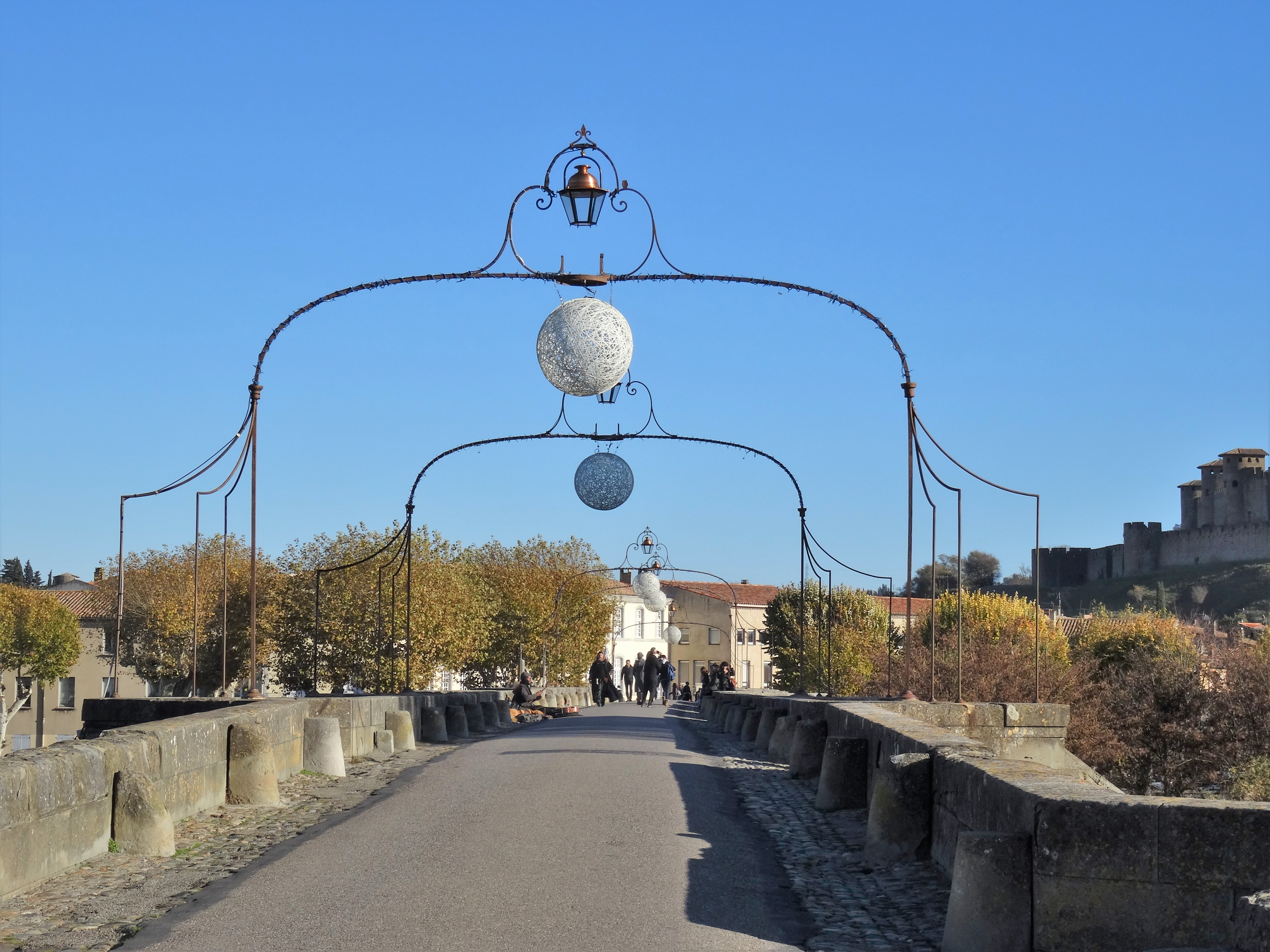
Dalla Bastide di Carcassonne, il Pont-Vieux è il passaggio preferito dai pedoni per raggiungere la città medievale

Carcassonne ha tre ponti che attraversano il fiume Aude immediatamente a valle dell'Île: il Ponte Vecchio, il Ponte Nuovo e il ponte del futuro. Il primo è il più vicino alla città medievale; nel medioevo era l'unico modo per accedere alla Città superiore dalla Città Bassa. Ora è riservato ai pedoni.
Si compone di dodici archi semicircolari di lunghezza disuguale poggianti su pilastri muniti di tagliacque anteriore e posteriore con speroni acuminati. La sua lunghezza è di 225 metri.